# 環境生態学
環境生態学(en:Enviomental ecology,  かんきょうせいたいがく)とは、生態系の成り立ちを理解し、人間が生態系に及ぼす影響を探り、自然を守る手段を考える環境学から、単に生態系を守るだけではなく生態系のしくみをいかに後世に残していくのかを考え、人間と生物そしてその全体としての生態系双方向の関係を捉え考える科学。

## 環境生態学を取り扱う日本の教育機関
- 帯広畜産大学-畜産生命科学研究部門 環境生態学ユニット
- 横浜国立大学環境情報研究院 環境情報学府（博士課程前期・博士課程後期）自然環境専攻 生態学プログラム
- 筑波大学医学専門学群 環境生態学専攻
- 早稲田大学教育学部・生物学教室・環境生態学研究室
- 早稲田大学人間科学部 通信教育課程 生物・環境系
- 日本大学生物資源科学部 植物資源科学科：環境生態学研究室
- 東邦大学理学部 生命圏環境科学科 環境生態学コース*岐阜大学応用生物科学部 生産環境科学課程 環境生態科学コース
- 明星大学理工学部 総合理工学科 環境・生態学系
- 滋賀県立大学 環境科学部・環境生態学科
- 大阪工業大学工学部環境工学科 生命環境生態学研究室
- 岡山大学農学部 総合農業科学科 環境生態学コース
- 広島大学大学院総合科学研究科（博士前期課程・博士後期課程）総合科学専攻 環境科学部門 自然環境研究領域 環境生態学分野
- 山口大学農学部 生物資源環境科学科 環境生態学研究分野
- 沖縄科学技術大学院大学環境・生態学分野
- 専修学校サイテクカレッジ  環境生態学科
- 環境学園専門学校

## 環境生態学を取り扱うその他の国の機関
- 厦門大学 環境生態学研究科 環境工学 環境管理 環境科学
- 国立台南大学 生態旅行研究所 環境生態学院
- カーネギー研究所 環境生態学分野
- ハーバード大学
- 新疆大学環境・生態学部